# Ángel Pindado
Ángel Pindado (Ávila, España, 24 de abril de 1976) es un futbolista español. Es un exjugador y entrenador de fútbol. Jugaba de portero. Actualmente es entrenador de porteros en el ATK Mohun Bagan FC.

## Clubes y estadísticas
- Actualizado el 12 de febrero de 2011.[2]

| Club                 | País    | Año       | Competición        | Partidos | Goles E. |
| -------------------- | ------- | --------- | ------------------ | -------- | -------- |
| Real Ávila           | España  |           | Tercera División   |          |          |
| C.D. Bullense        | España  |           |                    |          |          |
| C.D. Bullense        | España  | 1996-1997 | Tercera División   |          |          |
| Águilas CF           | España  |           |                    |          |          |
| Águilas CF           | España  | 1997-1998 | Tercera División   | 32       | -        |
| Granada CF           | España  | 1998-1999 | Segunda División B | 3        | -        |
| Granada CF           | España  | 1999-2000 | Segunda División B | 10       | -        |
| Granada CF           | España  | 2000-2001 | Segunda División B | 27       | -        |
| Atlético de Madrid B | España  | 2001-2002 | Segunda División B | 36       | -        |
| Getafe CF            | España  | 2002-2003 | Segunda División   | 31       | 39       |
| Atlético de Madrid   | España  | 2003-2004 | Primera División   | 6        | 3        |
| Amberes FC           | Bélgica | 2003-2004 | Jupiler League     | 7        | 4        |
| Albacete Balompié    | España  | 2004-2005 | Primera División   | 1        | 1        |
| UD Las Palmas        | España  | 2005-2006 | Segunda División B | 30       | 22       |
| UD Las Palmas        | España  | 2006-2007 | Segunda División   | 26       | 30       |
| UD Las Palmas        | España  | 2007-2008 | Segunda División   | 22       | 25       |
| UD Las Palmas        | España  | 2008-2009 | Segunda División   | 13       | 9        |
| UD Las Palmas        | España  | 2009-2010 | Segunda División   | 22       | 30       |
| UD Las Palmas        | España  | 2009-2010 | Copa del Rey       | 2        | 2        |
| UD Las Palmas        | España  | 2010-2011 | Segunda División   | 8        | 13       |
| UD Las Palmas        | España  | 2010-2011 | Copa del Rey       | 2        | 5        |
| Nea Salamina         | Chipre  | 2011-2012 | Primera División   | 14       | 16       |
| Real Ávila           | España  | 2012-2013 | Tercera División   | 37       | 45       |
| Real Ávila           | España  | 2013-2014 | Tercera División   | 20       | 13       |
| KS Kastrioti Krujë   | Albania | 2014      | Primera División   |          |          |
| KS Kastrioti Krujë   | Albania | 2014-2015 | Primera División   |          |          |